# J. A. Topf & Söhne
J. A. Topf & Söhne (рус. Топф и сыновья) — немецкая инженерная компания, существовавшая в 1878—1996 годах.
Первоначально компания занималась производством систем отопления, а также пивоваренного и солодовенного оборудования. Позднее перешла на строительство дымоходов, печей для сжигания бытовых отходов и крематориев. Во время Первой мировой войны производила орудийные снаряды, орудийные передки и другие военные средства передвижения. Во время Второй мировой войны велось производство авиационных снарядов и деталей для люфтваффе.
Компания заслужила дурную славу как крупнейшее из 12 предприятий, занимавшихся проектированием и строительством крематориев для нацистских концентрационных лагерей и лагерей смерти во время Холокоста. Наряду с крематориями компания построила в Аушвиц II вентиляционную систему для распространения отравляющего газа.
Основным конкурентом Topf & Söhne в производстве печей для концентрационных лагерей была берлинская фирма H. Kori GmbH.
В зените своего развития Topf & Söhne была крупнейшей компанией такого типа в мире. Она продавала свою продукцию по всему миру: Евразия, Северная и Южная Америка, Австралия и Новая Зеландия. В 1940-х годах менее 2 % всего бизнеса приходилось на контракты с концентрационными лагерями.
Помимо Аушвица и Аушвица II, Topf & Söhne также построила печи для крематориев лагерей смерти Бухенвальда, Дахау, Маутхаузена, Могилёвского гетто и концентрационного лагеря Гросс-Розен. Из пяти печей в концентрационном лагере Дахау четыре были изготовлены H. Kori GmbH и одна — Topf & Söhne. Всего для концентрационных лагерей Topf & Söhne построила 25 кремационных печей, которые имели в общей сложности 76 камер для сжигания (называемых «муфелями»). H. Kori GmbH построила 42 однокамерных печи в разных лагерях.
Такие эпитеты, как «инженеры окончательного решения» и «техники массовых убийств», применяются в большей степени к Töpf & Söhne, чем к её конкурентам, потому что компания использовала свой значительный опыт, чтобы помочь нацистскому режиму превратить массовые истребления в отлаженный производственный процесс. Без её соучастия руководители участков СС в Аушвице не смогли бы самостоятельно планировать и строить крематории, которые были неотъемлемой частью процесса массовых убийств.
Начиная с 1941 года Topf & Söhne, как и многие другие немецкие фирмы в нацистское время, использовала на своих заводах принудительный труд. По крайней мере 620 иностранцев были вынуждены работать в компании. Эти люди получали заработную плату, но им платили на 25—30 % меньше, чем немецким работникам.
После Второй мировой войны компания была национализирована, а её собственность конфискована советской военной администрацией в Германии. История компании не была полностью исследована до воссоединения Германии в 1990 году.
На месте бывшей фабрики сейчас находятся мемориал и музей Холокоста. Это единственный в своём роде мемориал, посвящённый сотрудничеству гражданской компании с нацистским режимом во время Холокоста.

## История

### Ранняя история
Когда 1 июля 1878 года Йоханнес Топф основал фирму, ему было уже 62 года. Он владел собственной пивоварней, а также работал в промышленности топливных технологий, основав новую компанию по продаже системы нагрева варочных котлов, которую он изобрёл и запатентовал.
У него было четыре сына: Густав (1853—1893); Альберт (1857—1896); Макс Юлий Эрнст, известный как Юлий (1859—1914) и Вильгельм Луи, известный как Людвиг (1863—1914). Пятый сын умер в детстве. Топф основал фирму вопреки советам своих сыновей, хотя к нему присоединились два младших сына, Юлий и Людвиг. К 1885 году J. A. Topf & Söhne производила системы отопления, пивоварения и соложения и сотрудничал с другими фирмами продающими продукцию по всей Германии и за её пределами. Два старших брата также присоединились к компании в конце 1880-х годов, но оба они умерли к середине 1890-х годов; Густав в 40 лет и Альберт в 39 лет. Сам Йоханнес Топф умер в 1891 году, а в 1904 году Юлиус Топф ушёл в отставку, из-за плохого состояния здоровья, став теневым партнёром и оставив Людвига самостоятельно управлять компанией.
Также компания начала производство мусоросжигательных печей для утилизации муниципальных отходов, а с 1914 года, из-за роста населения и возрастающей необходимости кладбищ, стала заниматься строительством крематориев для местных властей. К 1914 году это была одна из крупнейших фирм такого типа в мире, где работало более 500 человек, а экспорт осуществлялся в 50 стран.
Людвиг Топф, хотя и был богат и успешен, однако из-за стресса, связанного с ведением бизнеса, в феврале 1914 года в возрасте 51 года покончил жизнь самоубийством. Его брат Юлий умер от заражения крови позже в том же году. Со вторым поколением братьев Топф, которые все умерли, Элсе Топф (1882—1940), вдова Людвига, стала владельцем. Старшие менеджеры фирмы уже имели большую независимость, и работа продолжалась без каких-либо серьёзных потрясений. Во время Первой мировой войны компания процветала благодаря контрактам на поставку орудийных снарядов и военно-транспортных средств.

### Третье поколение
У Людвига и Эльзы Топф было трое детей: Йоханна, известная как Ханна, (1902-?); Людвиг (1903—1945) и Эрнст Вольфганг (1904—1979). Когда их отец умер, обои сыновей в возрасте 10 и 9 лет отправили в школу-интернат. Позднее братья стали владельцами и управляющими фирмы в нацистский период.
После окончания школы Людвиг изучал машиностроение в Ганноверской высшей технической школе, после окончания которого он провёл ещё пять лет в Лейпцигском, Берлинском и Ростокском университете, изучая широкий круг предметов, включая экономику, юриспруденцию и социологию. Эрнст также учился в Ганноверском университете, изучая бизнес-исследования. Он вернулся в Эрфурт, чтобы пройти две полугодовые стажировки, одну в банке, а другой — в солодовенной компании. Затем он присоединился к Людвигу в Лейпциге, учась в Высшей школе, которую окончил в 1929 году.
В 1929 году Эрнст работал в Topf & Söhne, а в 1931 году Людвиг также присоединился к фирме. В начале 1930-х годов, из-за экономического кризиса в Веймарской республике, компания потеряла бизнес до такой степени, что к весне 1933 года оказалась на грани банкротства. Из-за этого в конце 1932 года братьев уволили. Им был запрещён вход на территорию компании из-за разногласий с матерью, которая не разговаривала с ними, и из-за политических проблем. Эльза Топф также отдалилась от своей дочери, брак которой она не одобряла.
Это происходило на фоне набиравшего силу нацизма. НСДАП впервые получила места в парламенте Германии на выборах в 1928 году. На выборах 1932 года она стала второй по величине партией; в марте 1933 года Адольф Гитлер стал рейхсканцлером.
Влияние нацистского персонала внутри фирмы также росло. Братья Топф хотели вернуть фирму и управлять ею, но 30 января 1933 года на собрании заводского совета компании они были определены как «друзья евреев» (нем. Judengenossen) и объявлены неподходящими для руководства компанией. Элсе Топф поддержал эту позицию. У братьев, как и у их отца, были хорошие отношения с друзьями, соседями и деловыми партнёрами из числа евреев. Однако, по всей видимости, их убедили вступить в нацистскую партию в апреле 1933 года. В это же время к ней присоединился амбициозный инженер Курт Прюфер. В дальнейшем им было разрешено вернуться и их назначили соруководителями, Людвига — техническим руководителем, а Эрнста — управляющим делами.

### Крематории для лагерей смерти
Курт Прюфер, глава отдела небольших крематориев Topf & Söhne, был главным разработчиком печи. В сентябре 1939 года он создал переносную печь с двумя муфелями, которая была доставлена в концентрационный лагерь Дахау в ноябре 1939 года. «Муфель» — это камера для сжигания, в которую помещают тело. Для повышения скорости сгорания тел муфели были соединены внутри, что приводило к смешиванию пепла отдельных тел. Это являлось незаконным, однако все последующие мультимуфельные печи, построенные для концентрационных лагерей, были спроектированы таким же образом. Ещё четыре печи с одним муфелем были построены в Дахау конкурентом Topf & Söhne — H. Kori GmbH.
Первоначально лагерь Бухенвальд, который открылся в июле 1937 года, отправлял тела в местный городской крематорий Веймара. С апреля 1938 года по март 1939 года 90 % всех кремаций в Веймаре приходилось на Бухенвальд. Необычайно большое количество кремаций выглядело подозрительно, поэтому СС решила построить свои собственные объекты на месте, несмотря на то, что вне контроля местных властей крематории являлись незаконными.
Зимой 1939—1940 годах J. A. Topf & Söhne была поставлена передвижная двухмуфельная печь, и был получен заказ на две трёхмуфельные стационарные печи. Как и во всех стационарных печах Topf & Söhne, детали изготавливались на заводе в Эрфурте, и сотрудники фирмы отправлялись на их сборку, часто проводя в лагерях целые месяцы. Один сотрудник, Мартин Холич, в 1942—1943 годах провёл почти 12 месяцев, занимаясь установкой и починкой оборудования в Аушвиц-Биркенау.
Муфели кремационных печей лагеря смерти были меньше, чем у гражданских крематориев, потому что не было места для гроба, что экономило место и топливо. Позже Прюфер разработал печи с муфелями, достаточно большими для одновременного сжигания нескольких тел. В дальнейшем, в инструкциях Topf & Söhne по использованию печей, они посоветовали добавлять тела в муфели с промежутками в 20 минут, когда предыдущий труп сгорел. Часто одновременно заталкивались по четыре, пять или даже шесть тел.
Кроме изготовления печей для Бухенвальда, Аушвица и Дахау, Topf & Söhne также поставила передвижные печь с двумя муфелями и стационарную печь с двумя муфелями для Маутхаузена, печь с тремя муфелями в Гросс-Розен и печь с четырьмя муфелями в могилёвском гетто. Также известно, что они поставляли передвижные печи, по крайней мере, в одно из нацистских учреждений для эвтаназии, в которых в 1940 и 1941 годах в общей сложности было умерщвлено более 70 000 людей с физическими и умственными недостатками.

#### Аушвиц-I и Аушвиц-II
В период с августа 1940 года по май 1942 года Topf & Söhne построила в лагере Аушвиц-I три двойные муфельные печи. В октябре 1941 года СС разместила заказ на пять трёх муфельных печей для нового лагеря смерти Аушвиц-Биркенау (Аушвиц-II), где первоначально предполагалось, что в день будут умирать более 1000 человек. В Аушвице-II СС содержала 125 000 советских военнопленных, и было подсчитано, что с использованием новых печей все их тела можно будет уничтожить примерно через четыре месяца.
15 февраля 1942 года была осуществлена доставка первых евреев в Аушвиц-II. Чтобы справиться с возросшей необходимостью в уничтожении тел, Topf & Söhne установила ещё две 8-муфельные печи в сентябре 1942 года. Дополнительные пять трёхмуфельных печей были установлены в Аушвице-II к середине марта 1943 года.
Было подсчитано, что все четыре крематория Аушвица-II способны кремировать в общей сложности 8000 тел в день, хотя фактические цифры обычно были ниже. С 1942 года по весну 1944 года в Аушвиц доставлялось около 1000 человек в день, хотя не все из них были убиты. Летом 1944 года почти 440 000 венгерских евреев были перевезены в лагерь, и в течение этого периода до 9 000 тел в день, а иногда и до 10 000 в день, кремировались в печах, а также в открытых горящих ямах. Крематорий IV не использовался с мая 1943 года, после всего лишь двух месяцев службы, поскольку в нём появились трещины. С марта 1943 года по ноябрь 1944 года в лагере было убито и уничтожено около 1 миллиона человек.

### Наблюдения, новации и патентные заявки
В декабре 1939 года Прюфером была подана заявка на патент передвижной кремационной установки с двойным муфелем, которая однако не была одобрена, возможно, из-за юридических вопросом со смешением пепла.
26 октября 1942 года инженер Фриц Зандер, сотрудник Прюфера, подал заявку на патент на то, что он назвал «печь непрерывного действия для массового сжигания трупов». Это была четырёхуровневая печь, предназначенная для Аушвица-II. Идея заключалась в том, что тела будут загружаться конвейерной лентой определённого типа, и тепло тел, уже находящихся в печи, будет их зажигать, поэтому после начального периода нагрева они будут оставаться в непрерывном режиме без необходимости в дополнительном топливе — жар горящих трупов держит аппарат в рабочем состоянии. Прюфер и Зандер, которые не любили друг друга и соперничали, не пришли к единодушию насчёт того насколько хорошо устройство будет работать на деле. Её так никогда и не построили.

#### Вытяжные вентиляторы газовой камеры
В начале 1943 года сборщик Topf & Söhne Генрих Мессинг установил вытяжные вентиляторы в крематории Аушвица-II, а также в газовых камерах. Первоначально ход подачи газа заключённым и последующего выпуска свежего воздуха в газовые камеры длился несколько часов, однако после установки вытяжных вентиляторов это было сокращено примерно до часа, что позволило сократить время оборота.

#### Наблюдения на месте
Инженеры Topf & Söhne и другие сотрудники неоднократно посещали концентрационные лагеря для монтажа и обслуживания оборудования, а также для изучения процесса сжигания с целью повышения его эффективности. Перед тем, как крематории II, III и IV в Аушвице-II были официально введены в эксплуатацию, 5 марта 1943 года в присутствии высокопоставленных офицеров СС из Берлина, администрации лагеря и персонала Topf & Söhne была проведена проверка крематория II для измерения скорости, с которой тела могут быть уничтожены. Присутствующие наблюдали за тем, как тела помещали в печи и сжигали. Для измерения времени они использовали секундомеры и делали записи.
13 марта 1943 года инженер Карл Шульце и Генрих Мессинг стали свидетелями того, как 1492 еврея из Краковского гетто были убиты в газовых камерах в Аушвице-II, а затем кремированы. Карл Шульце позже сделал полный отчёт об этом Людвигу Топфу. Мессинг, который был коммунистом, а не нацистом, провёл с января по июнь 1943 года, работая в лагере. В интервью, которое в 2005 году дала его дочь Хильдегард, которой в 1943 году было 16 лет, сказала, что никогда не забудет, как он сказал по возвращении: «Если то, что я видел, выйдет, мы все будем по колено в крови».

### Использование принудительного труда
С 1941 года до конца войны в принудительном труде (нем. Zwangsarbeiter) было задействовано не менее 620 человек. Большинство из них прибыли из Франции, Италии, Советского Союза и Бельгии. Также было небольшое количество поляков, голландцев, хорватов и чехов. Большинство французов, русских и итальянцев были военнопленными. Казармы, в которых могли разместиться 52 невольника, были построены на заводской площадке Topf & Söhne. Невольникам пришлось работать 56 часов в неделю, по сравнению с 42 часами, которые работали немецкие сотрудники, и получать оплату на 25-30 % меньше. Кроме того, были сделаны отчисления на питание и проживание, а также другие расходы. Известно, что имели место злоупотребления. Так руководитель лагеря, нацист Вильгельм Бухредер, был уволен в 1944 году Эрнстом Топфом за избиение невольника, хотя и его преемник также плохо обращался с людьми.

### В конце Второй мировой войны и после
Лагеря смерти Аушвиц и Аушвиц-Биркенау были освобождены Красной Армией 26 и 27 января 1945 года. Чтобы скрыть происходящее, СС взорвала крематории и газовые камеры до прибытия советских войск. Однако в административном офисе в лагере Биркенау советские солдаты обнаружили документацию, касающуюся Topf & Söhne, с подробным описанием «конструкции технологии массовой смерти, с указанием точной стоимости крематориев и подсчёта количества трупов, которые каждый мог бы сжечь в день».
В апреле 1945 года армия США освободила Эрфурт и Бухенвальд. На Ялтинской конференции, состоявшейся в феврале 1945 года, уже было решено, что после разгрома немцев этот район окажется под советским контролем.
В Бухенвальде, освобождённом 11 апреля, печи для крематория остались без изменений. Американские военные привели жителей соседнего Веймара через территорию лагеря, с целью засвидетельствовать происходящее. Кроме того ими была проведена документальная видео- и фотосъёмка лагеря смерти, включая крематории, где в объективы попали логотип J. A. Topf & Söhne и заводская табличка, прикрепленную к кремационным печам. Фильм и фотографии впоследствии были показаны по всему миру. А видеозаписи из Бухенвальда и других лагерей смерти использовались в качестве доказательства на Нюрнбергском процессе.
Корпус контрразведки, спустя нескольких дней после освобождения Бухенвальда и изъятия документов Topf & Söhne, начал расследование в отношении компании.
27 апреля 1945 года Людвиг Топф провёл совещание с рабочим советом компании, на котором было решено, что со следователями следует исходить из того, что рабочие и руководство знали, что печи были доставлены в лагеря смерти, но что им не были известны подробности о том, что там потом происходило. 31 мая 1945 года Топф совершил самоубийство отравившись цианидом. Накануне был арестован старший инженер Курт Прюфер, и Топфа предупредили, что он будет следующим. Топф оставил предсмертную записку, в которой утверждал, что он и его брат невиновны, и что они «противники» нацистов, хотя и полагал, что его всё равно будут использовать в качестве козла отпущения. Он не был женат и не имел детей. Топф имел репутацию бабника и сожительствовал со своей секретаршей, которая на момент его смерти была на 19 лет младше его.

#### Эрнст Вольфганг Топф
В конце июня 1945 года Эрнст Топф отправился в страховую компанию в Штутгарте, затем во французскую зону оккупации, чтобы получить 300 000 рейхсмарок выплат по страхованию жизни, которые должны были быть сделаны после смерти его брата Людвига. 3 июля Эрфурт был передан советской военной администрации, которая не дала бы разрешение Топфу вернуться, поэтому в октябре 1945 года он переехал жить в город Гуденсберг, в округе Фрицлар-Хомберг, в американской зоне оккупации, где его племянница, дочь его сестры Ханны, работала в американской военной администрации.
В 1951 году Топф основал в Висбадене новую компанию по производству крематориев и мусоросжигательных печей. Он использовал название прежней семейной фирмы J. A. Topf & Söhne, надеясь извлечь выгоду из её хорошей репутации до Второй мировой войны. Однако его бизнес так никогда и не стал успешным. После того, как правда о лагерях смерти получила известность, то довольно широкую известность получило и участие Topf & Söhne. В 1954 году Топф переместил компанию в Майнц. В 1957 году вышла книга Раймунда Шнабеля «Власть без морали» (нем. Macht ohne Moral), в которой содержатся фотографии крематориев и гор из человеческих трупов в различных лагерях смерти. В неё также включены стенограммы двух документов первоначальной компании J. A. Topf & Söhne из которых ясно видно сотрудничество СС. Компания обанкротилась в мае 1963 года. Жена Топфа, Эрика, 52 года, умерла в апреле 1963 года. У них было двое детей.

##### Следствие по делу Топфа
25 марта 1946 года Топф, в это время проживавший в американской оккупационной зоне, был арестован американским Корпусом контрразведки. Его содержали под стражей и допрашивали в течение двух или трех недель, а затем отпустили. Топф утверждал, что печи, которые его компания поставляя в лагеря смерти, были стандартным оборудованием того же типа, что и для городских крематориев гражданского использования, и утверждал, что если бы он отказался работать с СС, то был бы сурово наказан.
Позже, в декабре 1946 года, по причине членства Эрнста Топфа в нацистской партии Палата округа Фрицлар-Хомберг по денацификации гражданских лиц, начала в отношении него следствие. Топф должен был предоставить два свидетельских показания под присягой относительно своих неонацистских политических убеждений — два сотрудника Topf & Söhne предоставили их и поручились за него. Палата испытывала трудности с получением доказательств, отчасти из-за отсутствия сотрудничества между американскими чиновниками и чиновниками в Эрфурте, находящимся в советской оккупационной зоне.
В марте 1948 года Палата по денацификации в Висбадене, куда переехал Топф, принял его документы. Оно было закрыто в конце 1949 года, и дело Топфа передано в прокуратуру Висбадена, где началось расследование в отношении него как соучастника убийств во время Холокоста. Однако важные свидетельские показания были утеряны, и советские власти в Эрфурте больше не были заинтересованы в содействии этому делу. Расследование было приостановлено в 1951 году.
В 1959 году прокуроры во Франкфурте возобновили расследование по делу Топфа. В 1962 году последовало ещё два судебных процесса, но ни один из них не привёл к предъявлению официального обвинения. Топф умер в 1979 году. Он никогда не приносил извинений за участие Topf & Söhne в злодеяниях нацистского режима.

#### Штат компании
Курт Прюфер (1891—1952), старший инженер и главный конструктор печей, первоначально был арестован 30 мая 1945 года американским Корпусом контрразведки и допрошен. Через три недели его освободили и вернули на работу.
1 марта 1946 года фирма получила большой контракт на солодовенное и пивоваренное оборудование, однако спустя несколько дней четыре инженера фирмы были арестованы. Это были Курт Прюфер, Фриц Зандер (1876—1946), Карл Шульце (1900 — умер после 1955 года) и Густав Браун (1889—1958). Браун, также квалифицированный инженер, был руководителем производства.
Фриц Зандер, управляющий Прюфера, которому было 70 лет, умер 26 марта 1946 года в Берлине от сердечной недостаточности, через три недели после ареста и четырёх допросов. Во время допросов о говорил: «Я был немецким инженером и ключевым участником работ Топфа, и я считал своим долгом применить свои специальные знания таким образом, чтобы помочь Германии выиграть войну, подобно тому как инженер-авиастроитель строит самолёты в военное время, что также связано с уничтожением людей».
В течение следующих двух лет трое других оставались под стражей и были допрошены в Германии и в Москве, где 17 апреля 1948 года они были приговорены к 25 годам заключения в исправительно-трудовом лагере в СССР. Прюфер умер в октябре 1952 года от инсульта в тюрьме. В 1955 году Шульце и Браун были досрочно освобождены.

#### Национализация
Поскольку Эрнст Топф в это время находился в западной Германии, а его брат Людвиг умер, Topf & Söhne была объявлена "бесхозной компанией" и 1946 году передана государству и переименована в Topfwerke Erfurt VEB. Она стала дочерней компанией VVB NAGEMA, группой восточногерманских государственных инженерных компаний и в 1952 году переименована в "Машинную фабрику «Никос Белояннис» " NAGEMA VEB, в честь греческого коммуниста и антифашиста, который был заключённым в немецком концентрационном лагере в Греции. В 1955 году было закрыто отделение крематориев компании, а в 1957 году прекращено производство всех оборудований для сжигания, а сама компания была переименована в «Эрфуртское строительство солодовен и складов» (нем. VEB Erfurter Mälzerei- und Speicherbau (VEB EMS)). После воссоединения Германии 1993 году оно было приватизировано, а в 1996 году обанкротилось.

### После воссоединения Германии

#### Притязания на недвижимость
После воссоединения Германии в 1990 году было подано более 2,5 миллионов заявлений о реституции имущества, которое было конфисковано в нацистский период или правительством ГДР. Некоторые потомки семьи Топф сделали заявку на возврат бывшего семейного особняка и фабрики в Эрфурте, которые были переданы в национализированы. В 1992 году им было отказано, поскольку имущество, конфискованное в период существования ГДР, не могло быть возвращено. Тем не менее, семья подала ещё один иск о денежной компенсации. В 1994 году Сабина Лютхойссер-Шнарренбергер, министр юстиции Германии, также отклонила это требование, поскольку, по её словам, фабрика использовалась для производства «машин убийства в лагере смерти».
Хартмут Топф (род. 1934), внук Юлиуса Топфа, публично раскритиковал попытку вернуть имущество, заявив, что они не должны извлекать выгоду из преступлений нацистов во время Холокоста. Позже он занимался исследованием истории фирмы и созданием мемориала и музея.

#### Захват территории
12 апреля 2001 года сквоттеры переехали на часть бывшей фабрики и создали независимый культурный центр, известный как Das Besetzte Haus («Захваченный дом»). Они управляли социальными и культурными проектами, организовывали мероприятия и экскурсии, которые привлекли внимание к истории компании Topf & Söhne в нацистский период, которая была в значительной степени забыта. Захват был одним из самых известных действий левых радикалов того периода в Германии. В 2012 году была опубликована книга о захвате под названием «Topf & Söhne — захват места преступления» (нем. Topf & Söhne — Besetzung auf einem Täterort). Около 30 оставшихся сквоттеров были выселены полицией 16 апреля 2009 года.

## Музейно-мемориальный комплекс
После долгих лет разрушения бывшая территория Topf & Söhne получила статус охраняемого исторического памятника в Тюрингия в 2003 году.
Заводские мастерские не сохранились, однако 27 января 2011 года, в День памяти жертв Холокоста, в бывшем административном здании были открыты музей и учебный центр.
Братья Топф и инженеры-проектировщики работали в этом здании. Лагерь смерти Бухенвальд всё ещё можно увидеть вдали из окна того места, где стоял стол инженера Курта Прюфера. Правительство Тюрингии выделило более одного миллиона евро на строительство музея.
Музей документирует историю компании Topf & Söhne и её сотрудничества с нацистским режимом, используя материалы из архивов компании, устную историю и предметы, найденные в месте лагеря смерти Бухенвальд. Здесь также проводятся различные выставки, просмотры фильмов, беседы и т. д. по темам, связанным с Холокостом.
Словосочетание «Всегда рад быть к вашим услугам, …» (нем. Stets gern für Sie beschäftigt) написан большими буквами на внешней стороне восстановленного здания. Это мягкое прощальное пожелание часто использовалось в конце писем Topf & Söhne, отправленных в СС, в которых обсуждались подробности заказов на печи для лагерей смерти.